# Анталл, Йожеф (1896—1974)
Йожеф Анталл (старший) (28 марта 1896, Ороши, комитат Веспрем, Австро-Венгрия — 24 июля 1974, Будапешт, Венгрия) — венгерский юрист и политик.
Был видным членом Независимой партии мелких хозяев и чиновником в ряде министерств, а затем министром в правительстве Золтана Тилди. Во время Второй мировой войны помогал польским беженцам, в том числе помог спасти тысячи польских евреев.
Отец Йожеф Анталла, премьер-министра Венгрии в 1990—1993 годах.

## Биография
Родился 28 марта 1896 года в католической дворянской семье венгерских помещиков. Его отец, Лайош Анталл (1875—1936), рано осиротел и воспитывался родственниками. Во время обучения он научился ремеслу мясника. После прекращения опеки он вернул себе своё имущество и занимался сельским хозяйством. Мать, Ирма Балог, была дочерью местного учителя.
Начальное образование получил в Боршёрчёке и в Левоче, затем в Будапеште, в гимназии пиаристов. В 1914 году поступил на юридический факультет Будапештского университета, в конце года был призван в армию и принял участие в Первой мировой войне. В 1915 году был отправлен на фронт, где попал в плен и вернулся домой только в 1918 году.
После войны продолжил учёбу в университете, частично на юридическом факультете и частично на немецко-латинском отделении гуманитарного факультета. В 1923 году окончил юридический факультет. В этом же году женился на Ирен Сюч. У них было двое детей: Эдит (родилась в 1926 году) и Йожеф (1932—1993), будущий премьер-министр Венгрии.
После окончания университета поступил на службу в Министерство религии и народного образования, затем работал в Министерстве финансов и Таможенном управлении, оттуда в 1928 году перешёл в Министерство благосостояния и труда, а после его упразднения в 1932 году устроился на работу в Министерство внутренних дел. Сначала он занимался таможенным правом, затем вопросами социальной политики в Министерстве внутренних дел.
С 1931 года был членом оппозиционной «Независимой партии мелких хозяев». Принимал активное участие в общественной жизни округа Веспрем. С 1939 года был членом уездного законодательного комитета. С сентября 1939 года, с начала Второй мировой войны и до немецкой оккупации Венгрии работал в МВД, где занимался беженцами из Польши и интернированными солдатами союзников, бежавшими из лагерей в Германии, а также еврейскими беженцами.
Вместе с интернированным польским политиком Генриком Славиком создал «Комитет помощи польским беженцам» (венг. Magyar-Lengyel Menekültügyi Bizottság). В комитете участвовал также генерал Ян Коллонтай-Сшедницкий, который фактически был представителем польского правительства в изгнании. Комитет занимался помощью польским беженцам, в том числе спас около 5 тысяч польских евреев, выдав им фальшивые документы. Анталл официально направил главам местных самоуправлений обращение с просьбой предоставить польским беженцам возможности трудоустройства или выступить посредниками между ними и венгерскими работодателями, которые могли подавать запросы местным органам власти или военному командованию о предоставлении рабочей силы. По данным за 1943 год из почти 35 000 польских беженцев, проживающих в Венгрии, 6500 человек имели постоянную работу. Помимо материальной помощи, социальная помощь охватывала также сферы образования и медицинского обслуживания.
В марте 1944 года после немецкой оккупации Венгрии комитет был разгромлен гестапо. Анталл подал в отставку, и в июле того же года был арестован гестапо, но польские члены комитета не выдали его участие. В сентябре 1944 года, после формирования правительства Лакатоша, он был освобождён вместе с другими оппозиционными и левыми политиками. 24 мая 1945 года он был назначен государственным секретарем по административным вопросам в Министерстве реконструкции. С 15 ноября 1945 года по 20 июля 1946 года он был министром реконструкции в правительстве Золтана Тильди, а затем в правительстве Ференца Надя. 4 ноября 1945 года он был избран депутатом Национального собрания от округа Веспрем.
В 1946—1948 годах — президент Венгерского Красного Креста. В качестве президента Венгерской внешнеторговой компании он сыграл важную роль в реорганизации венгерской внешней торговли. Был членом совета директоров Венгерского товарно-закупочного и потребительского кооператива, Польско-венгерской торговой палаты и ряда других экономических и культурных ассоциаций. В своей партии принадлежал к крылу, сотрудничавшему с коммунистическими властями. На выборах по спискам Венгерского народного фронта независимости в мае 1949 года он получил третье место; переизбран в 1953 году. При этом после 1949 года он отошел от активной политической жизни. По словам его дочери Эдит, это произошло из-за давления со стороны венгерских коммунистов.
Умер 24 июля 1974 года в Будапеште.

## Награды и память

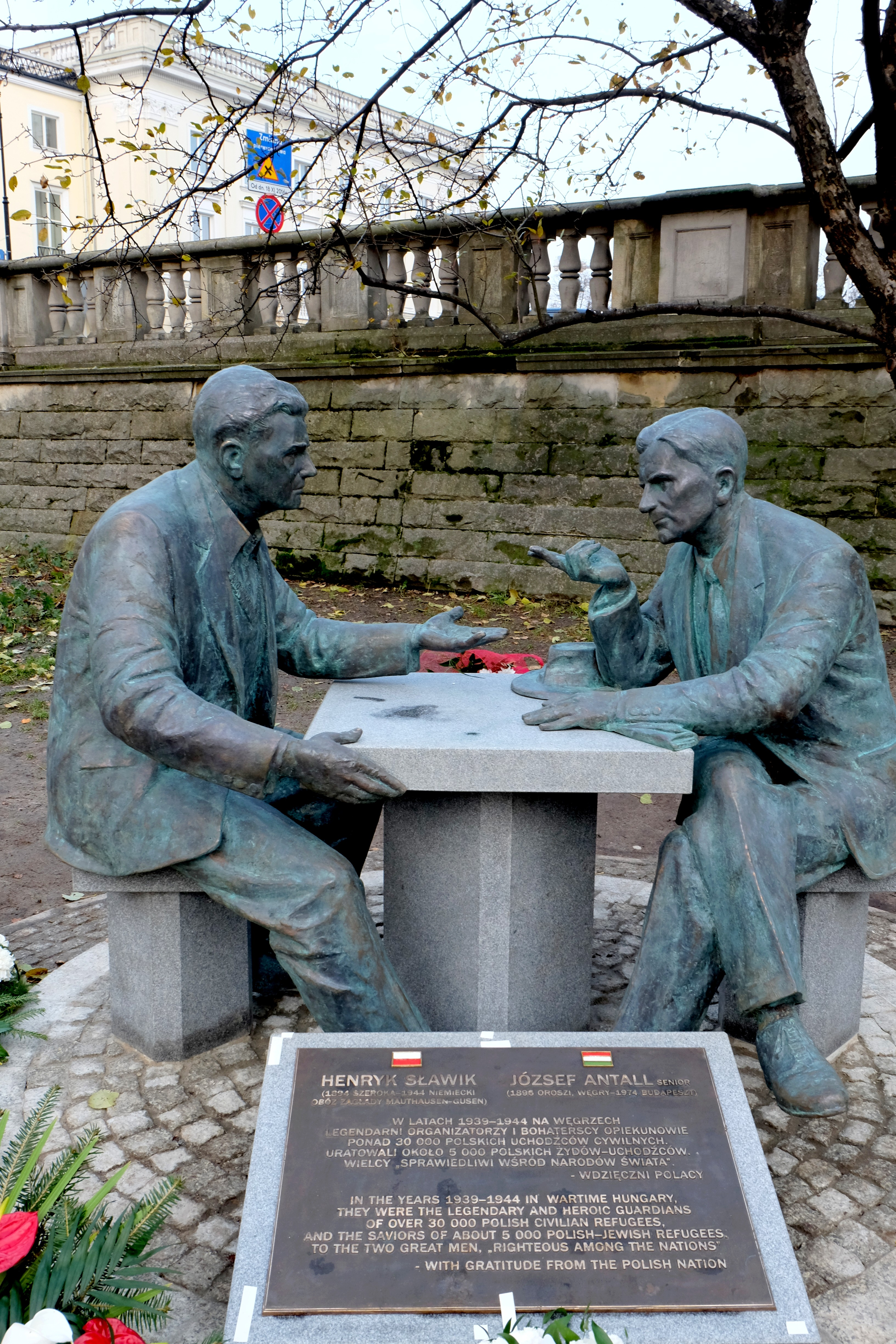
Монумент в честь Славика и Анталла в Варшаве

В послевоенной Венгрии коммунистический режим замалчивал его деятельность. Лишь в 1974 году через день после его смерти была опубликована первая за 30 лет статья о пребывании польских беженцев в Венгрии и роли венгров, таких как Анталл, в их судьбе.
После падения коммунистического режима в странах Восточной Европы деятельность Анталла нашла признание в Венгрии и Польше. В знак признания его заслуг во время войны он был избран почётным членом Венгерского общества Адама Мицкевича, которое занимается развитием венгерско-польских отношений. Награждён средним и большим крестами ордена «За заслуги перед Венгерской Республикой» (1947), серебряным орденом Венгерской свободы. Он также является обладателем многочисленных польских, французских, израильских и британских наград, в том числе орденов Заслуг перед Республикой Польша и Возрождения Польши (высшая польская награда для иностранцев).
В 1989 году израильский Институт Катастрофы и героизма «Яд ва-Шем» присвоил Йожефу Анталлу почётное звание праведник народов мира. Награду в мае 1991 года получил сын Йожефа Анталла — Йожеф Анталл-младший, будучи в это время премьер-министром демократической Венгрии.
В сентябре 2009 года в городе Ваце в Венгрии, на стене бывшего еврейского детского дома была открыта двуязычная мемориальная доска в память его основателей: Славика и Анталла. Осенью 2010 года Польская почта включила Анталла и Славика в число выдающихся деятелей XX века, выпустив специальную открытку на польском и венгерском языках. В честь Йожефа Анталла названы улица в Варшаве и набережная в Пеште. В Катовице Анталлу и Славику поставлен памятник. Его в 2015 году открыли президент Венгрии Янош Адер и президент Польши Бронислав Коморовский. Памятник обоим политикам установлен также в Варшаве.
О деятельности Славика и Анталла опубликован ряд книг и сняты фильмы.